# Fieber (Oomph!-Lied)
Fieber ist ein Lied der Rockband Oomph!, das die Band 1999 als zweite Single zu ihrem sechsten Studioalbum Plastik veröffentlichte. 

## Hintergrund und Veröffentlichungen
Das Stück Fieber entstand in der Ausarbeitung des sechsten Studioalbums der deutschen Band. Nach Veröffentlichung von Unrein und dem Erfolg des Stücks Gekreuzigt bemühte sich die Gruppe um eine fortlaufende künstlerische Weiterentwicklung. Als beständiges Trio schrieb Oomph! daher an neuer melodischerer Musik. Nach den Jahren, in denen die Band mit harten Metal-Gitarren spielte, suchten die Musiker nach weiteren Ausdrucksmöglichkeiten. Insbesondere, dass Dero Goi klassischen Gesangsunterricht nahm, beeinflusste die Möglichkeiten der Weiterentwicklung.
Das Lied wurde als Duett konzipiert, bevor die Sängerin feststand. Nachdem der Gesang von Dero Goi deutlich gereift war, diskutierte das Trio wer mit seiner Stimme „überhaupt mit deutschem Gesang mithalten“ könne. Nina Hagen war eine herausstechende Idee, deren Umsetzung die Musiker erst für unwahrscheinlich hielten. Durch einen gemeinsamen Verlag bekam Flux die Telefonnummer von ihrem Haus auf Ibiza und riet ihm diese selbst anzurufen. Er erreichte Hagen unmittelbar selbst und beschrieb den Kontakt rückblickend als „sehr locker“. Die Band war ihr bekannt und die Idee sagte ihr zu. Das Trio schickte ihr eine Rohfassung zu, auf deren Grundlage sie dann entschied auf dem Stück zu singen.

„[Z]wei Wochen später waren wir schon im Studio in Köln, und haben den Gesang aufgenommen. Das war alles sehr unkompliziert und für uns ein großes Erlebnis, mit so einer Ikone der deutschen Rock- und Punkmusik zusammen im Studio stehen zu können. Wir haben den Song an zwei Tagen aufgenommen.“

Die Band nahm das Stück, von Hagens stimmlicher Vielfalt überwältigt, in diversen Varianten auf um aus unterschiedlichen Versionen wählen zu können. Eingespielt und produziert wurde das Stück von den drei Oomph!-Mitgliedern Rene „Flux“ Bachmann, Thomas „Crap“ Döppner und Stephan „Dero Goi“ Musiol im Nagelstudio in Calberlah. Als Gastsängerin trat Nina Hagen in Erscheinung. Hagen sang ihren Teil in Köln im Tonstudio Connys Studio ein. Das Mastering übernahm Ted Jensen im Klangart Studio in Braunschweig.
Virgin Records veröffentlichte Fieber als Single am 29. November 1999 (Katalognummer: 7243 8 96424 2 1) und finanzierte ein von Wolf Gresenz gedrehtes Musikvideo, arrangierte Werbeauftritte auf VIVA Zwei sowie eine Tournee mit Skunk Anansie. Das Album selbst erschien am 8. Oktober 1999 (Katalognummer: 848090 2). Obwohl sich Fieber als Clubhit erwies und in der Musikvideorotation des deutschsprachigen Musikfernsehens lief, erreichte die Single nicht die deutschen Charts.

## Musik und Text
In Rezensionen sowie Rückschauen wurde die Abkehr von dem Genre Neue Deutsche Härte zu Gunsten eines erwachseneren Synth-Rocks und Elektro-Metals mit Anleihen an Faith No More hervorgehoben. Fieber wurde im 4/4-Takt und im Grundton E-Dur bei einem Tempo von 95 BpM geschrieben. Das Stück gilt als besonders energiegeladen und ausgesprochen tanzbar. Der Musikstil der Band variierte hin zu „[m]ehr Rock, weniger Metal, mehr Subjektivität, weniger Plakativität, mehr Breaks, weniger Riffs.“
Der subjektive Text handelt von einer sadomasochistischen oder dysfunktionalen Beziehung und ist durchgehend als direkte Ansprache formuliert. Durch die wechselnde Übernahme des Gesangs der Strophen entsteht der Eindruck eines Dialogs gegenseitiger Aufforderungen, einander Leid zuzufügen, um sich voneinander lösen zu können. Das Stück ist durch die repetitiven Strophen, in denen ein von Strophe zu Strophe variierender Halbsatz dreimalig wiederholt wird, geprägt. Als vierte Zeile und Satzende wird in jeder Strophe eine Formulierung gewählt, die eine Überwindung des Angesprochenen in Aussicht stellt. So, unter anderem „Steck mir den Finger in den Hals / Bis ich, bis ich, bis ich mich übergeben kann“ und „Leg mir die Schlinge um den Hals / Bis ich, bis ich, bis ich dich überleben kann“. Der gemeinsam gesungene Refrain und die zum Ende des Stücks genutzte gemeinsam und dialogisch vorgetragene Bridge, zwischen zwei Wiederholungen des Refrains, sind hingegen in Fragestellungen formulierte, die ein fortdauerndes Begehren implizieren.

„Spürst du die Seele, das Fieber, die Macht?

Spürst du die Sehnsucht, das Fieber, die Nacht?“

Das Musikvideo zeigt ein Paar, das einen Abend miteinander verbringt. Beginnend mit einem Bad der Frau als Vorbereitung bis zum gemeinsamen Essen bei dem ein Streit eskaliert. Dero Goi und Nina Hagen treten dabei als Alter Ego der handelnden Figuren in Erscheinung. Hinzu kommen Sequenzen, in denen die Bandmitglieder und Hagen gemeinsam musizieren sowie solche, in denen sich Dero Goi und Nina Hagen gegenseitig ansingen. 

## Erfolg und Rezeption
Insbesondere durch Interviews auf VIVA Zwei erschloss sich Oomph! weitere Hörerschichten. Der mit Plastik eingeschlagene erwachsenere Ansatz der Band wurde insgesamt gelobt. Das Stück kam in Besprechungen unterschiedlich an. In einer für das Magazin Visions verfassten Rezension schrieb der Autor, dass Fieber „weniger [s]ein Fall“ sei. Wolf-Rüdiger Mühlmann hingegen zeigte sich in einer für das Metal-Magazin Rock Hard verfassten Albumbesprechung begeistert:

„[D]as eigentliche Highlight trägt den Titel ‚Fieber‘, hat sich die Bezeichnung Hit redlich verdient, wirkt wie eine Art Electro-Metal-Schlager und verführt durch das Gesangsduo Dero und - Achtung! - Nina Hagen, deren Stimme ein verzückendes Paradebeispiel für Unzüchtigkeit ist.“